# Tony Hancock

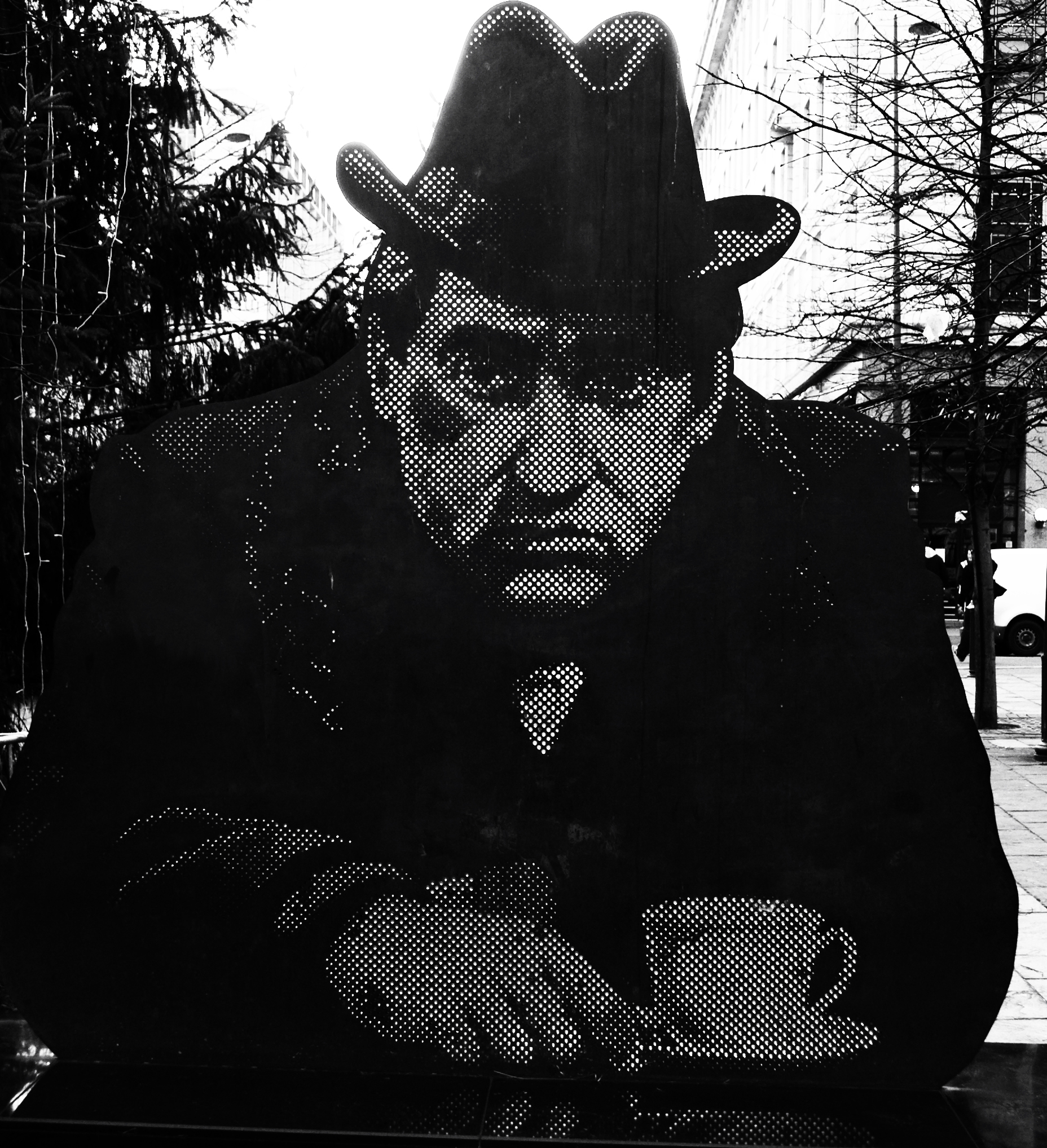
Standbeeld van Tony Hancock in Birmingham, door Bruce Williams. Hancock draagt zijn beroemde homburghoed en overjas.

Anthony John Hancock (Birmingham, 12 mei 1924 – Sydney, 25 juni 1968) was een Brits komiek en acteur. In de jaren vijftig was hij een van de beroemdste komieken van het Verenigd Koninkrijk dankzij het radio- en latere televisieprogramma Hancock's Half Hour, geschreven door Ray Galton en Alan Simpson, waarin hij en zijn komediepartner Sidney James een parodie op zichzelf speelden. Met zijn iconische homburg en overjas vertolkte hij een bombastische mislukkeling die zich voor een groot talent hield, maar tezelfdertijd gebukt ging onder de zinloosheid van het naoorlogse leven in een grauwe Engelse provinciestad. Dit was een herkenbaar personage voor het publiek uit het midden van de twintigste eeuw: in 1961 werd het programma bekeken door 30% van de Britse bevolking.
Vanaf de jaren zestig geraakte zijn carrière echter in het slop: Hancock ontsloeg zijn scenaristen en maakte ruzie met de meesten van zijn collega’s. Zijn perfectionistische ambitie, zijn alcoholisme en het magere succes van zijn filmprojecten leidden uiteindelijk tot zijn zelfmoord tijdens opnamen voor een komedieserie in Australië.

## Carrière
Hancocks ouders waren eigenaar van een hotel in Bournemouth, waar eveneens variétéshows werden opgevoerd. Zijn vader overleed toen Hancock elf was; zijn broer Colin sneuvelde in de Tweede Wereldoorlog en zijn andere broer, Roger, werd impresario. Hij begon als cabaretier en vertelde schunnige grappen, die bij een conservatief publiek niet in goede aarde vielen. Tijdens de Tweede Wereldoorlog diende hij in de Royal Air Force en na een auditie, samen met Derek Scott, in 1948 mocht hij als variétéartiest in het destijds befaamde Windmill Theatre aantreden. Hancock trad ook als aangever voor de buikspreker Peter Brough en diens pop Archie Andrews op. Begin jaren vijftig probeerde hij eveneens een crooneract uit als parodie op Johnnie Ray, en hij imiteerde tevens acteurs als Charles Laughton en George Arliss.

### Hancock’s Half Hour
Eind 1951 ontmoette hij het schrijversduo Galton en Simpson, dat hem aan zijn doorbraak bij het grote publiek hielp. Zij zagen Hancocks komisch talent en verwerkten zijn verwaande onhebbelijkheden en neurotische idealisme tot een sitcom voor de BBC. Naast Sidney James maakten Kenneth Williams, Hettie Jacques en Bill Kerr deel uit van het team van stemacteurs. Hancocks gedrag was echter onvoorspelbaar en na een bepaalde opname verdween hij spoorloos; hij bleek een vliegtuig naar Parijs genomen te hebben. Hierop nam Harry Secombe gedurende enkele afleveringen de hoofdrol voor zijn rekening. Nog steeds bekend is Hancocks aankondiging aan het begin van iedere aflevering, waarin hij steevast de h overdreven langgerekt uitsprak: „hhhhhh-Hancock’s Half Hour”.
Hancock’s Half Hour maakte in 1956 de overstap naar de televisie: van de radio-episodes werden eveneens televisieversies gemaakt en vanaf 1959 verscheen het programma alleen nog op de beeldbuis. Hancock liet geleidelijk steeds meer acteurs uit de serie schrappen, totdat uiteindelijk alleen Sidney James overbleef als zijn huisgenoot op het fictieve adres waar de serie zich afspeelt, ‘23 Railway Cuttings in East Cheam’. De serie werd in de tweede helft van de jaren vijftig steeds populairder: Hancocks grootspraak en sociale snobisme, afgewisseld met zijn abrupte gemoedsschommelingen, vervingen in toenemende mate de plot, zodat de serie zich hoofdzakelijk op zijn persoonlijkheid ging concentreren. In 1959 ontving hij de prijs voor ‘Komiek van het jaar’, terwijl zijn scenaristen Galton en Simpson die voor ‘Scriptschrijvers van het jaar’ wonnen. In een televisie-interview met John Freeman in 1960 onthulde hij dat hij jaarlijks ongeveer 30.000 pond verdiende. In datzelfde jaar maakte hij ook zijn eerste speelfilm, The Rebel, waarvoor het script eveneens door Galton en Simpson was geleverd.
Begin jaren zestig was Hancock op zijn artistieke hoogtepunt. Naast zijn buitengewoon succesrijke komedieserie ging hij op tournee door de theaters en speelde in uitverkochte zalen voor bijwijlen 3000 toeschouwers. Hij was evenwel een ambitieus man en wilde koste wat het kost internationaal doorbreken. De laatste reeks van de serie, uit 1961, heette kortweg Hancock – toen had hij eveneens met Sid James gebroken, zijn klassieke hoed en overjas waren verdwenen en hij speelde zonder vaste gastacteurs. Na deze laatste reeks ontsloeg hij Galton en Simpson.
Hancock wilde een nieuwe film maken en schreef samen met Philip Oakes een scenario dat tot de film The Punch and Judy Man zou uitgroeien, met de relatief onervaren Jeremy Summers als regisseur. Hij richtte hiertoe zijn eigen productiehuis op, MacConkey Films genoemd naar de naam van zijn woning. De opnamen verliepen zeer moeizaam: mede door de stress wegens zijn op de klippen lopend huwelijk dronk Hancock steeds meer alcohol en kon zich slecht concentreren. Hij verzette zich met hand en tand tegen suggesties om het povere script aan te passen, en toen The Punch and Judy Man in 1963 uitkwam, was de meerderheid van de recensies negatief. De release van zijn eerdere film The Rebel in de Verenigde Staten, onder de titel Call Me Genius, draaide op een volstrekte flop uit.

### Laatste jaren
In de laatste vijf jaar van zijn leven kwam Hancock in een neerwaartse spiraal terecht. Hij speelde nog gastrollen in films als Those Magnificent Men in their Flying Machines en trad als ceremoniemeester voor een cabaret in Blackpool op. Plannen om in een grootschalige productie van Koning Lear te spelen werden afgelast, evenals een Disneyfilm getiteld Bullwhip Griffin, waarin hij een acteur in het Wilde Westen zou spelen. Tijdens de opnamen in Hollywood zakte hij ineen op de set.
Voor ITV speelde hij nog een nachtclubeigenaar en ceremoniemeester in een komedieserie die steeds lagere kijkcijfers behaalde. Een aanbod van regisseur Gerald Thomas om tezamen met Sid James in een Carry Onfilm te spelen sloeg hij af.
In 1968 trok hij naar Australië om een nieuwe serie in de traditionele Hancockstijl te maken, met Michael Wale als scriptschrijver. Hiervan werden drie afleveringen opgenomen. Op 25 juni, na een repetitie voor de vierde episode, slikte Hancock in zijn hotelkamer een overdosis barbituraten met alcohol. In een afscheidsbrief had hij geschreven dat de zaken ‘te dikwijls fout waren gelopen’.

## Privéleven
Hancock was van 1950 tot 1965 gehuwd met Cicely Romanis. Nadat zij van hem gescheiden was, hertrouwde hij datzelfde jaar met zijn PR-verantwoordelijke Freddie Ross, die in 1969 een biografie van haar overleden echtgenoot uitbracht. In zijn interview anno 1960 stelde hij dat hij geen kinderen wilde en agnost was.

## Radio- en televisieprogramma’s
- Hancock's Half Hour (radio: 1954-1959, televisie: 1956-1960)
- Hancock (televisie: 1961)
- The Blackpool Show (televisie: 1966)

## Films
- The Rebel (1961)
- The Punch and Judy Man (1963)
- Those Magnificent Men in their Flying Machines (1965)
- The Wrong Box (1966)

- Bibsys: 99021615
- Bibliothèque nationale de France: cb14066734n (data)
- Gemeinsame Normdatei: 120716089
- International Standard Name Identifier: 0000 0000 6309 7496
- Library of Congress Control Number: n50077575
- MusicBrainz: 3b08fb64-b165-43db-9c8e-45fbabcf3f71
- Nationale Bibliotheek van Tsjechië: pna2009482686
- Nationale bibliotheek van Australië: 35051897
- Nationale Bibliotheek van Israël: 987007444772205171
- Nederlandse Thesaurus van Auteursnamen: 130102075
- SNAC: w6z75sp9
- Trove: 812534
- Virtual International Authority File: 37121810
- WorldCat: E39PBJdGQW4Bfy9jXmH4TmWdQq